# Gisela Köster
Gisela Köster (* 7. März 1944 in Scheeßel; † 3. September 1989 in Hamburg) war eine deutsche Bühnen- und Kostümbildnerin.

## Leben
Nach einer Ausbildung zur Zahntechnikerin in Düsseldorf studierte sie Malerei in Stuttgart bei Alfred Hrdlicka. Erste Kontakte zum Theater hatte sie als Assistentin des Bühnenbildners Jan Peter Tripp am Staatstheater Stuttgart. 1980 begann sie als Kostümassistentin am Schauspiel Köln bei der Deutschen Erstaufführung von Heiner Müllers Mauser. Ab der Spielzeit 1980/81 war sie feste Kostümbildnerin am Deutschen Schauspielhaus in Hamburg.

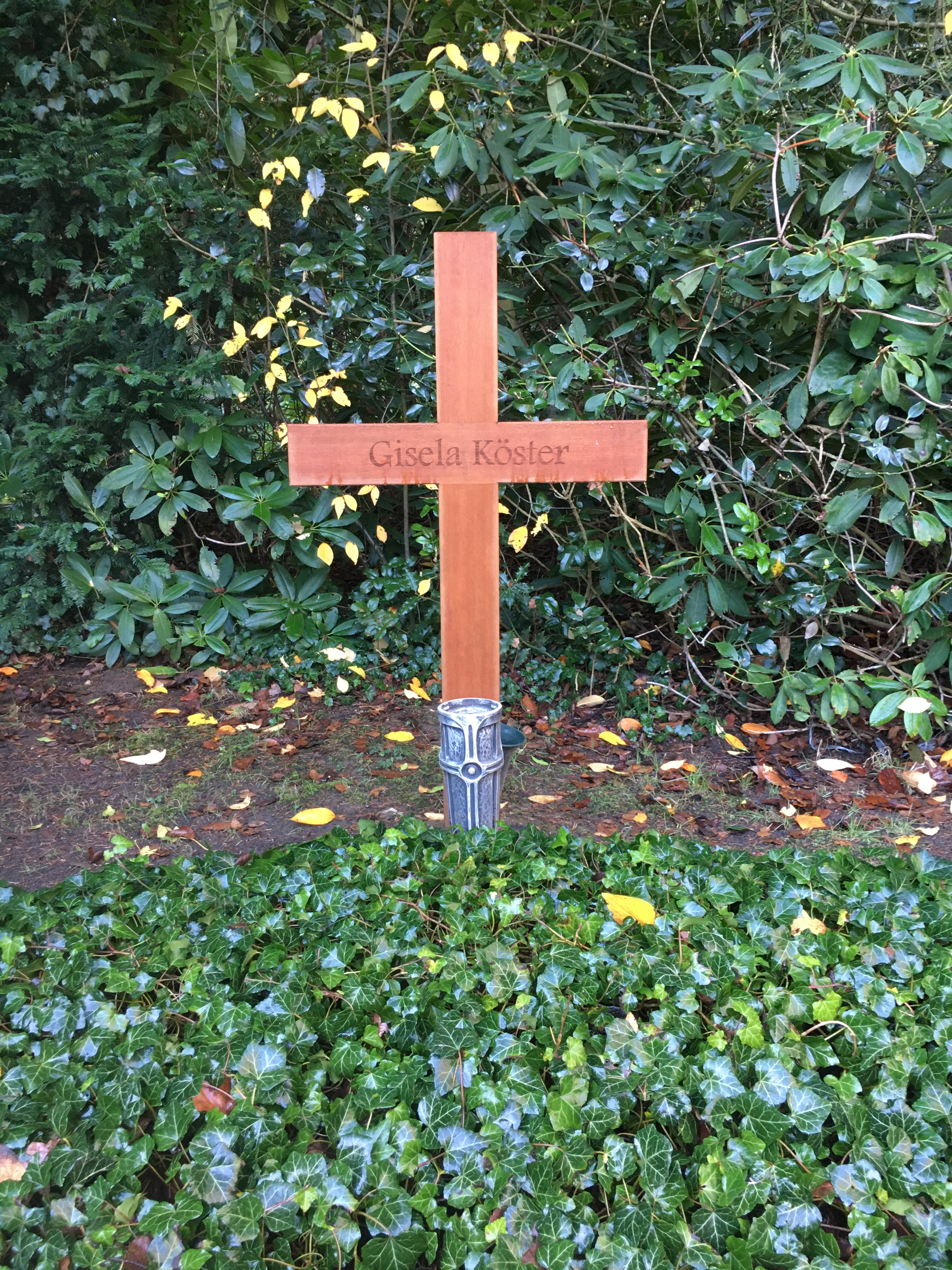
Grabstätte Gisela Köster auf dem Friedhof Ohlsdorf

Sie starb nach kurzer schwerer Krankheit in Hamburg und wurde auf dem Ohlsdorfer Friedhof beigesetzt. Ihre Grabstätte im Planquadrat AA 25 ziert ein schlichtes Holzkreuz ohne Lebensdaten.

## Bühnen- und Kostümbild für Theaterinszenierungen
- Dezember 1980: Der zufällige Tod des Christian K., Revue zum Hamburger Polizeigesetz (Kostüme), Regie: Ulrich Waller, Deutsches Schauspielhaus in Hamburg
- Oktober 1981: Medea nach Euripides (Kostüme), Regie: Barbara Bilabel, Deutsches Schauspielhaus in der Kampnagel-Fabrik in Hamburg
- März 1982: Der Schatten eines Rebellen von Seán O’Casey (Kostüme), Regie: Ulrich Waller, Deutsches Schauspielhaus in Hamburg
- November 1982: Gyges und sein Ring von Friedrich Hebbel (Kostüme), Regie: Ernst Wendt, Deutsches Schauspielhaus in Hamburg
- Januar 1983: Kalldewey, Farce von Botho Strauß (Kostüme), Regie: Niels-Peter Rudolph, Deutsches Schauspielhaus in Hamburg[3][4]
- Juni 1983: Orfeus von Peter Greiner (Bühne und Kostüme), Regie: Ulrich Waller, Landestheater Tübingen
- Januar 1984: NDR-Serie Höchste Zeit (Kostüme und Szenenbild für 19 Sketche), Regie: Ulrich Waller
- April 1984: Jacke wie Hose von Manfred Karge (Bühne und Kostüme), Regie: Ulrich Waller, Landestheater Tübingen
- Mai 1985: Kabale und Liebe von Friedrich Schiller, (Kostüme), Regie: Peter Striebeck, Thalia Theater, Hamburg[5]
- Dezember 1985: Bauern sterben von Franz Xaver Kroetz (Kostüme), Regie: Wilfried Minks, Uraufführung am Deutschen Schauspielhaus in Hamburg[6]
- Dezember 1985: Die Rassen von Ferdinand Bruckner (Kostüme), Regie: Lore Stefanek, Städtischen Bühnen Freiburg
- Februar 1986: Mutter Courage von Bertolt Brecht (Kostüme), Regie: Wilfried Minks, Deutsches Schauspielhaus in Hamburg
- März 1986: Penelope von James Joyce (Bühne und Kostüme), Regie: Ulrich Waller, Kampnagel-Fabrik in Hamburg; eingeladen zu Festivals in der Schweiz, Österreich, Griechenland[7]
- Mai 1986: Baal von Bertolt Brecht (Bühne und Kostüme), Regie: Ulrich Waller, Städtische Bühnen Freiburg
- Oktober 86: Nur Du von Ulrich Waller (Kostüme), Regie: Elke Lang, Uraufführung Theater am Turm in Frankfurt
- Mai 1987: Mein Kampf von George Tabori (Kostüme), Regie: George Tabori, Uraufführung am Akademietheater in Wien[8]
- September 1987: MacBeth von William Shakespeare (Kostüme), Regie: Wilfried Minks, Musik: Laibach, Deutsches Schauspielhaus in Hamburg[9]
- Kuß der Spinnenfrau von Manuel Puig (Kostüme), Regie: Ulrich Waller, Theater am Turm, Frankfurt
- Januar 1988: Liebe und Magie in Mamas Küche von Lina Wertmüller (Bühne und Kostüme), Regie Barbara Bilabel, Theater Basel
- Februar 1988: Das Geheimnis der Aktentasche (Kostüme), Regie: Ulrich Waller, Theater am Turm in Frankfurt[10]
- März 1988: Die Möwe von Anton Tschechow (Kostüme), Regie: Elke Lang, Theater am Turm in Frankfurt[11]
- Mai 1988: Mein Kampf von George Tabori bei den Berliner Festspielen[12]
- Juni 1988: Deserteur du malheur von Boris Vian (Bühne und Kostüme), Regie: Ulrich Waller, Uraufführung Kampnagel-Fabrik in Hamburg[13]
- Dezember 1988: Sieben Türen von Botho Strauß (Kostüme), Regie: Elke Lang, Ulrich Waller, Deutsche Erstaufführung Theater am Turm in Frankfurt
- April 1989: Frühlings Erwachen von Frank Wedekind (Kostüme), Regie: Hannelore Hoger, Theater in der Josefstadt in Wien

## Rezeption
Rolf Michaelis schrieb über Gisela Kösters Kostüme für die Inszenierung von Hebbels „Gyges“ in Hamburg 1982: „Gisela Köster entwirft für die unterschiedlichen Temperamente der Menschen dieser Dreiecks-Geschichte, die auf verschiedenen Stufen der Entwicklung stehen, Symbol-Kostüme. … In ihrem weißen Kleid, dessen Kragen sie oft über’s Haar schlägt, Stirn und untere Gesichtshälfte hinter einem Netzschleier versteckt, wirkt sie [gemeint ist Barbara Nüsse als Königstochter] weniger wie eine Mohammedanerin im Schador als – in Bänder geschnürt, die ihr noch die Füße fesseln – eine Mumie.“